# Sarbacane
Sarbacane – francuski niszczyciel z początku XX wieku i okresu I wojny światowej, typu Arquebuse. Nazwa oznacza dmuchawka.
W 1916 należał do 2. Flotylli w Brindisi, a w 1918 do Sił Patrolowych Południowej Francji. Niszczyciel przetrwał wojnę. Został skreślony z listy floty 1 października 1920 roku.

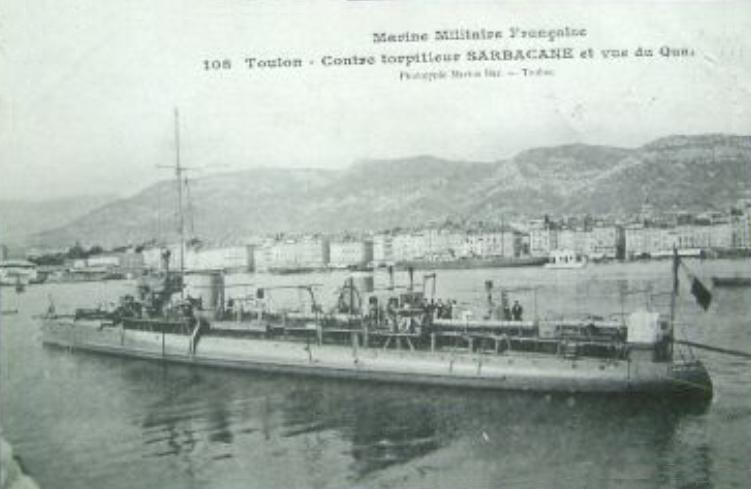